# 奥图埃里
奥图埃里（義大利語：Ortueri），是意大利撒丁大区努奥罗省的一个市镇。总面积38.95平方公里，人口1304人，人口密度33.5人/平方公里（2009年）。ISTAT代码为091066。